# 유염 (영양절후)
유염(劉恬, ? ~ 기원전 75년) 또는 유회(劉恢)는 전한 중기의 제후로, 노공왕의 아들이다.

## 행적
원삭 3년(기원전 126년), 영양후(寧陽侯)에 봉해졌다.
영양절후 52년(기원전 75년)에 죽으니 시호를 절이라 하였고, 작위는 아들 유경기가 이었다.

## 출전
- 사마천, 《사기》 권21 건원이래왕자후자연표
- 반고, 《한서》 권15하 왕자후표 下